# Космонавт
Космонавт (від грец. κόσμος — Всесвіт та грец. ναυτης — мореплавець) або астронавт (від грец. αστρον — зоря та грец. ναυτης — мореплавець), також тайконавт (від кит.: 太空人 про китайських космонавтів) — спеціально підготована людина, що здійснює політ у космічному просторі.

## Тлумачення
В Україні та інших країнах колишнього СРСР для позначення власних підкорювачів космосу вживається термін космонавт. В радянській Україні на означення космонавтів також вживали термін зореплавець. Термін астронавт вживають у США та деяких інших країнах. Починаючи з 1950-х до 2002 року космонавтів тренували державні військові чи цивільні космічні агентства. 2004 після суборбітального польоту приватного космічного апарата SpaceShipOne з'явилась нова категорія космонавтів: комерційні.

## Визначення
Критерії для визнання пілотованого космічного польоту різні. Спортивний кодекс Міжнародної федерації повітроплавання (FAI) визнає космічними польоти, що досягли висоти 100 кілометрів. У Сполучених Штатах професійні, військові і комерційні космонавти, які подорожують на висоті більше 80 км, нагороджуються крилами космонавта.
Станом на 8 червня 2013 року 532 осіб з 36 країн досягли висоти 100 км або більше, з них 529 досягли низької навколоземної орбіти або вищих. 24 особи подорожували за межі навколоземної орбіти на місячну або транс-місячну орбіту або до поверхні Місяця, троє з них двічі: Джим Ловелл, Джон Янг і Юджин Сернан троє космонавтів, що не досягли низької навколоземної орбіти були пілотами космічного літака Джо Вокер, Майк Мелвілл, й Брайан Бінні.
Станом на 20 червня 2011 року, за визначенням США 538 осіб кваліфікувалися як ті, що досягли висоти вище 80 км. З восьми пілотів X-15, які перевищили висоту 80 км, тільки один досяг 100 кілометрів. Космічні мандрівники витратили понад 41 790 людино-днів (114,5 людино-років) в космосі, зокрема понад 100 космонавто-днів виходів у відкритий космос.. 2008 року чоловіком з найдовшим загальним часом у космосі був Сергій Крикальов — 803 доби 9 годин 39 хвилин, або 2,2 року, в космосі. Пеггі Вітсон належить рекорд тривалості перебування жінки в космосі — 377 діб.

## Історичні факти
- Перший в історії космонавт — Юрій Гагарін . Здійснив космічний політ 12 квітня 1961 на кораблі «Восток-1».
- Перший американський космонавт — Алан Шепард . 5 травня 1961 «Меркурій-3» (суборбітальний політ).
- Перший американський космонавт за версією ФАІ — Джон Гленн , 20 лютого 1962, «Меркурій-6».
- Перша жінка-космонавт — Валентина Терешкова , 16 червня 1963 «Восток-6».
- Перший екіпаж багатомісного космічного корабля — «Восход-1» , 12 жовтня 1964.
- Перша людина, що вийшла у відкритий космос — Олексій Леонов  Восход-2", 18 березня 1965.
- Перша жінка, яка вийшла у відкритий космос — Світлана Савицька  «Союз Т-12» — «Салют-7», 25 липня 1984.
- Перші люди, що облетіли Місяць — екіпаж «Аполлона-8» | (Френк Борман, Вільям Андерс, Джеймс Ловелл), 24 грудня 1968.
- Перші люди, що висадилися на Місяць — Ніл Армстронг і Едвін Олдрін з екіпажу «Аполлона-11» , 20 липня 1969.
- Найбільше віддалення людей від Землі — екіпаж «Аполлона-13» , 14 квітня 1970 401056 км.
- Перший космонавт не з СРСР чи США і громадянин європейської держави — Володимир Ремек з Чехословаччини . Його політ почався 2 березня 1978 на борту радянського корабля «Союз-28».
- Перший космонавт-громадянин азійської держави — В'єтнамець Фам Туан , стартував 23 липня 1980 на борту корабля «Союз-37».
- Перший космонавт-громадянин латиноамериканської держави — кубинець Арнальдо Тамайо Мендес , стартував 18 вересня 1980 на борту корабля «Союз-38».
- Перший космонавт-афроамериканець — Гайон Блуфорд , стартував 30 серпня 1983 на борту корабля «Челленджер».
- Перший космонавт з колишньої країни СРСР, але не росіянин — українець Леонід Каденюк  (19 листопада — 5 грудня 1997 здійснив короткостроковий (15 діб 16 годин) космічний політ як експериментатор на американському космічному кораблі — шатлі «Колумбія» (STS-87))
- Перший космонавт-громадянин африканської держави — Марк Шаттлворт ( ПАР) полетів як космічний турист на кораблі «Союз ТМ-34» 25 квітня 2002.
- Перший китайський космонавт — Ян Лівей , 15 жовтня 2003, корабель «Шеньчжоу-5». Китай вперше запустив свого громадянина на кораблі власного виробництва і за допомогою власної ракети-носія, ставши третьою за рахунком космічною державою.
- Перший космонавт — громадянин південноамериканської держави —  Маркуш Понтеш ( Бразилія) стартував на Союз ТМА-8 «Союзі ТМА-8» 30 березня 2006.
- Наймолодшим побував у космосі Герман Титов , у віці 25 років на кораблі  Восток-2.
- Найстаршим у космосі побував Джон Гленн  — йому було 77 років, під час польоту «Діскавері STS-95».
- Найдовше перебував у космосі впродовж одного польоту космонавт Валерій Поляков   — 438 діб.
- Найбільший сумарний наліт у космосі тривалий час (до вересня 2015 року) мав російський космонавт Сергій Крикальов  — 803 доби за 6 польотів. Його перевершив росіянин Геннадій Падалка.
- Найбільше польотів станом на 2012 (7) здійснили Джеррі Росс і Франклін Чанг-Діаз .
- Найбільший екіпаж космічного корабля, 8 осіб, стартував 30 жовтня 1985, STS-61-A .
- У квітні 2002 на МКС опинилося 9 громадян однієї держави — США.
- Рекорд за кількістю космонавтів, що одночасно перебували в космосі — 13 осіб — був вперше встановлений 14 березня 1995 (7 громадян США на шаттл «Індевор», 1 громадянин США і 2 громадян РФ — на космічному кораблі «Союз ТМ-12», 3 громадян РФ — на орбітальній станції «Мир»). Рекорд повторювався 7 разів впродовж 1997–2009.
- 26 березня 2009 вперше відразу 10 громадян однієї держави (США) перебували в космосі (7 — на шаттл «Дискавері», 2 — на «Союзі ТМА-14» і 1 — на Міжнародній космічній станції).
- Найбільший екіпаж орбітальної станції — 13 осіб — сформувався вперше 17 липня 2009 на Міжнародній космічній станції (рекорд був повторений 30 серпня 2009 і 7 квітня 2010).
- Російський національний рекорд — 10 осіб, 29 червня 1995, станція «Мир» .
- Першим недержавним космонавтом могла б стати вчителька Кріста МакОліф , якби не загинула на 73-ій секунді після старту у своєму першому польоті під час катастрофи шаттла «Челленджер» 28 січня 1986.
- Першим недержавним космонавтом, а також де-факто першим платним космічним туристом став журналіст Тоехіро Акіяма , він також став першим японцем в космосі, 2 грудня 1990. Токійська телевізійна компанія заплатила за політ 28 мільйонів доларів.
- Перший космічний турист в сучасних термінах — Денніс Тіто  вирушив у космос 28 квітня 2001 на кораблі «Союз ТМ-32».
- Перший приватний учасник космічного польоту (суборбітального) — Майк Мелвіл  здійснив політ 21 червня 2004 на «SpaceShipOne».
- У разі реалізації Нацистською Німеччиною проєкту «Америка» для завдавання ударів по східному узбережжю США з використанням  міжконтинентальних ракет першими космонавтами могли би стати пілоти ракет  A9/A10 «Amerika-Rakete», які наприкінці суборбітального польоту мали наводити на мету головну частину з боєголовкою і залишати кабіну на парашуті для приводнення в Атлантичному океані.
- Абсолютним рекордсменом за тривалістю перебування в космосі — 878 діб (протягом п'яти польотів) є росіянин Геннадій Падалка.[13].

## Міжнародний Космос

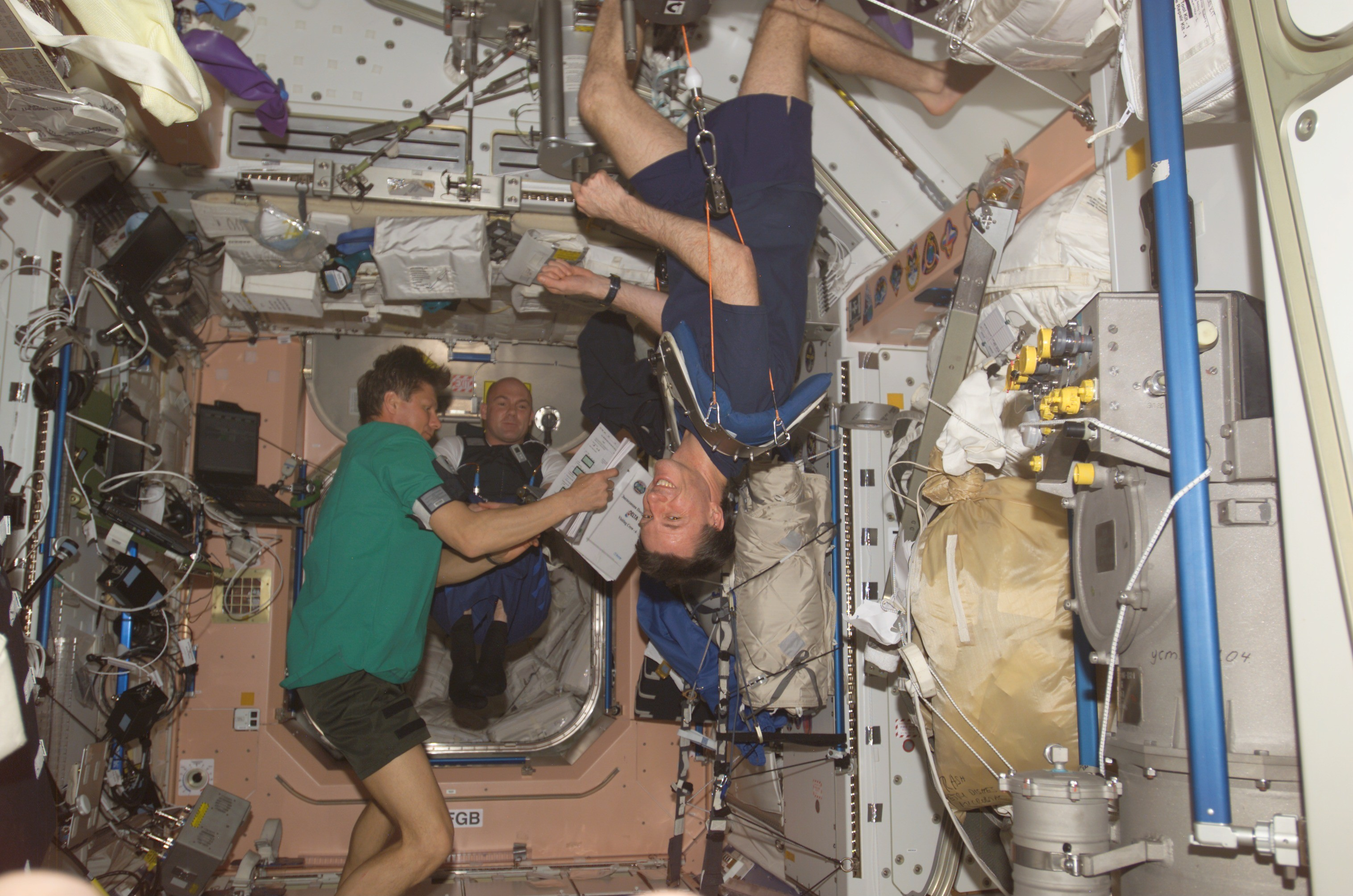
Космонавти на борту Міжнародної космічної станції.

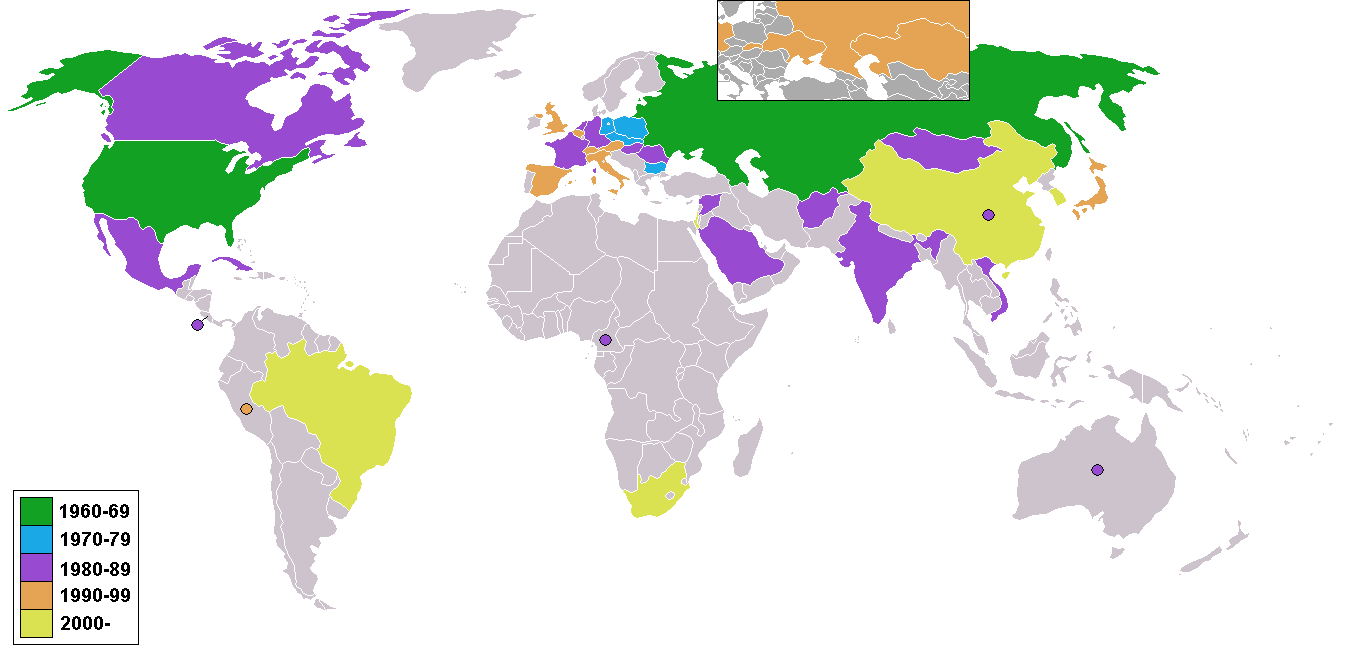
Держави, громадяни яких вперше побували у космосі.

До кінця 70-х років XX століття лише дві країни — СРСР і США — мали космонавтів. 1976 в Радянському Союзі було розпочато програму «Інтеркосмос», в рамках якої почала тренування перша група — 6 космонавтів з соціалістичних країн. 1978 до неї додалася друга група. Приблизно тоді ж Європейське космічне агентство відібрало 4 осіб, що почали тренування для виконання першого польоту в рамках програми «Спейслеб» на борту космічного корабля «Спейс Шаттл». 1980 Франція самостійно почала власний відбір космонавтів, 1982 — Німеччина, 1983 — Канада, 1985 — Японія, 1988 — Італія. Згодом космонавти різних країн стали учасниками міжнародних польотів кораблів «Спейс Шаттл» і «Союз». 1988 на основі національних загонів космонавтів ЄКА сформувало єдиний європейський загін космонавтів.

## Ризик для здоров'я космічних подорожей
Космонавти зазнають безліч ризиків для здоров'я, зокрема декомпресійної хвороби, баротравм, імунодефіцитів, втрати кісткової і м'язової тканини, втрати зору, ортостатичної нетерпимості, порушення сну, і променевого ураження. Для вирішення цих питань Національний Інститут космічних та біомедичних досліджень (NSBRI) здійснив у космосі різноманітні масштабні медичні дослідження. Чільне місце серед них посідає розширена діагностика ультразвуком у мікрогравітації, в якому космонавти (зокрема колишні командири Міжнародній космічній станції Лерой Чао і Геннадій Падалка) виконували УЗД під керівництвом віддалених експертів для діагностики і потенційного лікування сотні медичних випадків у космічному просторі. Методи цього дослідження застосовуються для покриття професійних та олімпійських спортивних травм, а також для ультразвукової діагностики, виконуваної недосвідченими операторами - студентами медичних навчальних закладів та середньої школи. Очікується, що пульт дистанційного управління ультразвуком може знайти застосування на Землі в надзвичайних і сільських умовах, коли доступ до кваліфікованих лікарів часто обмежений..
31 грудня 2012 здійснюване НАСА дослідження показало, що пілотований космічний політ може шкодити мозку і прискорити настання хвороби Альцгеймера.

## Смерті

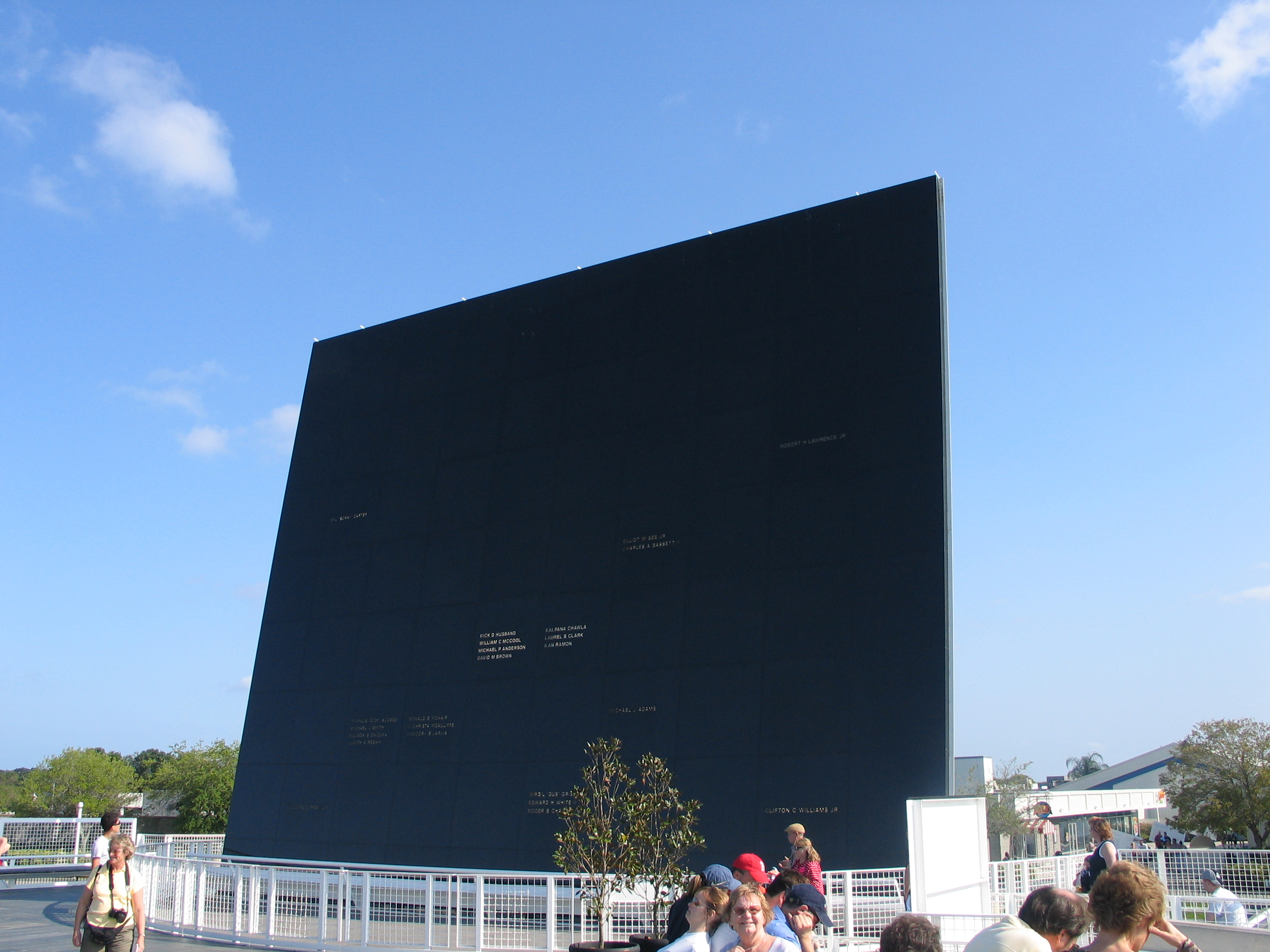
Меморіал «Космічне дзеркало»

Вісімнадцять космонавтів (чотирнадцять чоловіків і чотири жінки) загинули протягом чотирьох космічних польотів. За національністю тринадцять були американцями (зокрема одна жінка індійського походження), четверо були громадянами Радянського Союзу, 1 був ізраїльтянином.
Одинадцять чоловік загинуло під час підготовки до космічного польоту: вісім американців і троє росіян. Шестеро загинули в аваріях тренувального реактивного літака, один потонув під час тренувального порятунку з води, четверо внаслідок спалаху в умовах чистого кисню.
Меморіал «Космічне дзеркало», який стоїть на в'їзді для відвідувачів до Космічного центру імені Кеннеді, встановлений як пам'ять про життя осіб, які загинули під час космічного польоту і тренування в космічних програмах Сполучених Штатів. Крім двадцяти космонавтів НАСА, на меморіалі присутні імена льотчика-випробувача X-15, який загинув під час тренування за тодішньою засекреченою військовою космічною програмою, і цивільного учасника космічного польоту.

## Галерея

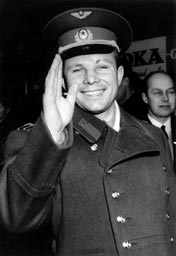
Юрій Гагарін, перший космонавт (1961)
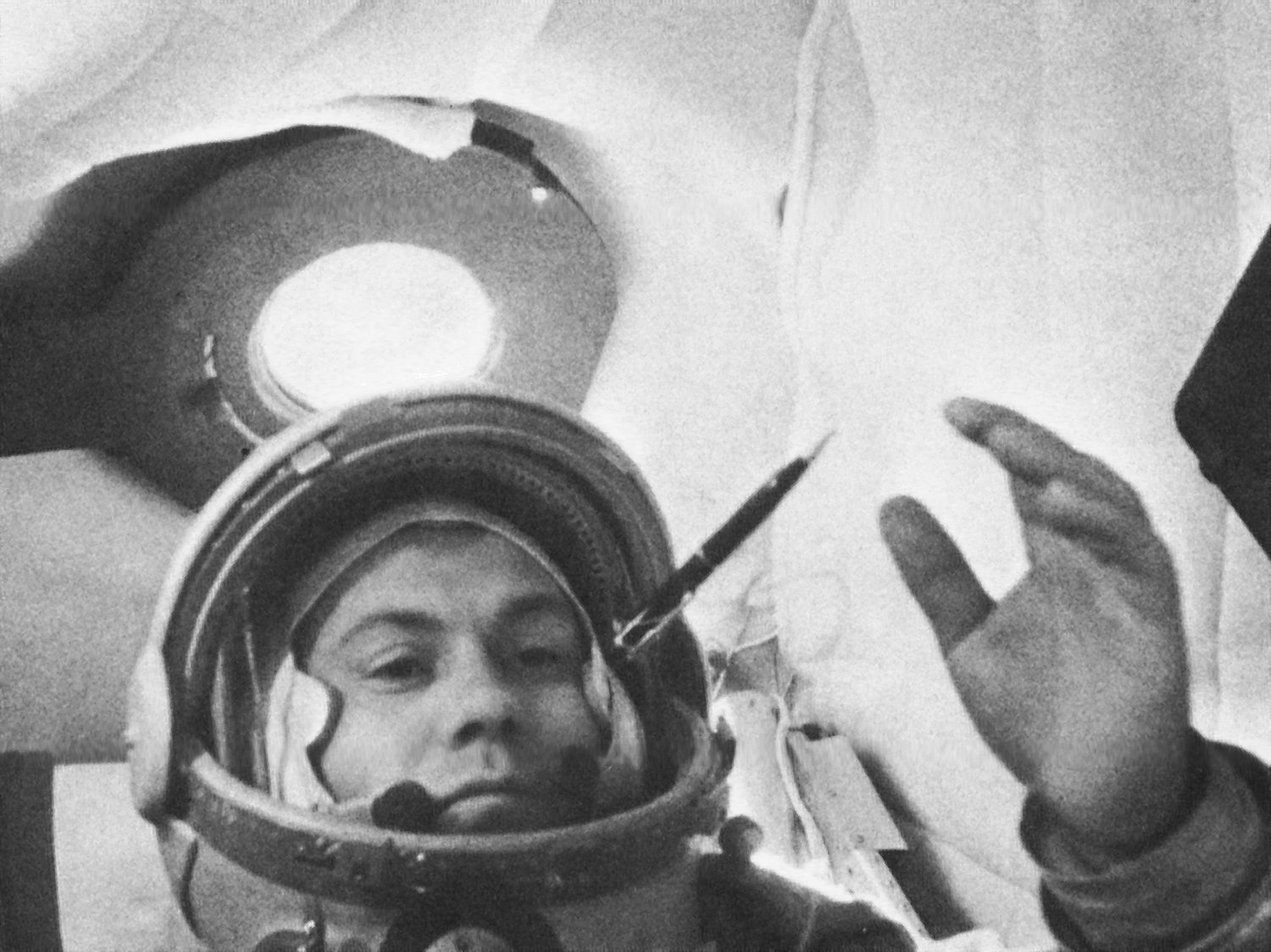
Павло Попович — перший космонавт-українець
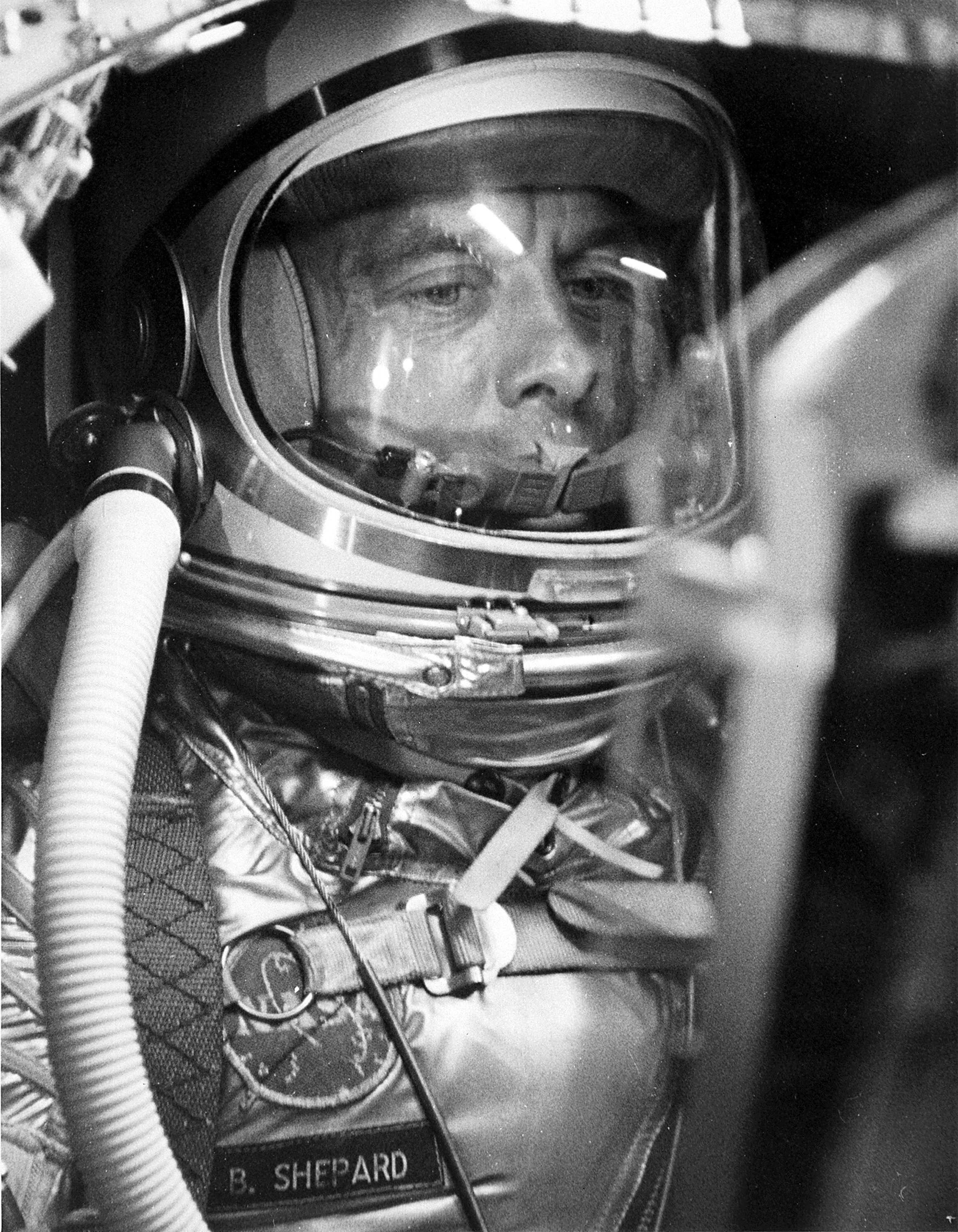
Алан Шепард на борту Freedom 7
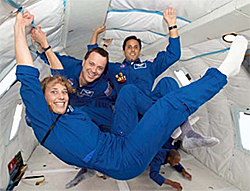
Спеціалісти польоту Лінденбергер, Арнольд та Акаба у невагомості під час тренувального польоту по гіперболі